# Richard Schaal

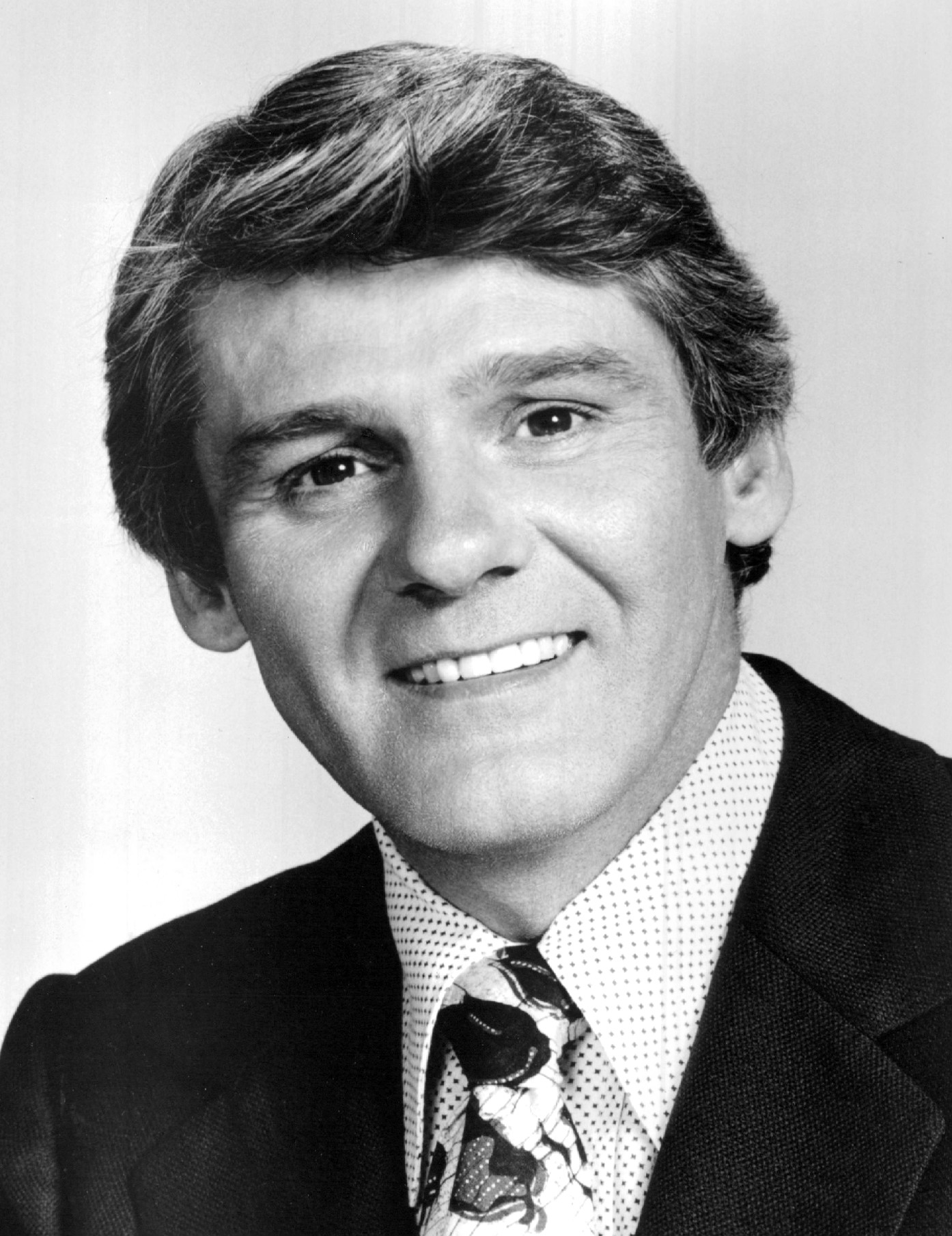
Richard Schaal in 1975

Richard Schaal (Chicago, 5 mei 1928 – Woodland Hills, 4 november 2014) was een Amerikaans acteur en komiek.
Schaal was gehuwd met actrice Valerie Harper, Tasha Brittain en Lois Treacy. Actrice Wendy Schaal (1954) is de dochter van Schaal en Treacy.
In zijn geboortestad Chicago begon hij in 1962 zijn carrière in diverse lokale nachtclubs, kleine theaters en bij het comedygezelschap The Second City, en leerde dat improvisatie erg belangrijk was. 
Door enkele optredens in de The Mary Tyler Moore Show en The Dick Van Dyke Show werd hij bekend bij het grote publiek. Hij speelde in de sitcom Just Our Luck en was daarna te zien in The Bob Newhart Show en de sitcoms Phyllis en Rhoda.
Schaal trad ook in andere televisieseries op (o.a. The Dukes of Hazzard en Police Woman) en in speelfilms (hij speelde de hoofdrol in The Cube).
In 1990 werd hij geopereerd en belandde in een rolstoel. Hij bleef werkzaam als regisseur bij cabaretvoorstellingen en scoutte improvisatietalenten.
Richard Schaal overleed eind 2014 in het Motion Picture & Television Country House and Hospital op 86-jarige leeftijd.

## Films (selectie)
- 1966 · The Russians Are Coming, the Russians Are Coming (Daar komen de Russen, daar komen ze aan)
- 1969 · The Cube
- 1972 · Slaughterhouse-Five
- 1980 · The Hollywood Knights
- 1985 · Once Bitten